# Sogana extrema
Sogana extrema är en insektsart som beskrevs av Melichar 1914. Sogana extrema ingår i släktet Sogana och familjen Tropiduchidae. Inga underarter finns listade i Catalogue of Life.